# Кременчугский речной вокзал
Кременчугский речной вокзал — здание на одной из пристаней города Кременчуг, расположенное на левом берегу реки Днепр. Речной вокзал являлся одним из вокзалов, входящих в Кременчугский речной порт.

## История
Строительство здания речного вокзала началось в 1980 году и завершилось в 1985 году. Вокзал начал принимать пассажирские суда: круизные лайнеры, теплоходы типа «Метеор», «Ракета» и другие. Вокзал был соединен регулярной троллейбусной линией с другими частями города (смотри Кременчугский троллейбус).
По состоянию на 2011 год вокзал был закрыт для регулярного пассажирского сообщения. В 2012 году в здании был проведён ремонт, в нём разместился офис «ПриватБанка».
В 2014 году на фасаде здания было нанесено название города. В 2015 году существовали планы по возобновлению регулярных пассажирских перевозок по Днепру с остановкой у речного вокзала в Кременчуге, для чего было закуплено два «Метеора».

## Окрестности
Неподалёку от вокзала расположена скала-реестр — гранитная скала, являющаяся геологическим памятником природы.
В 2016 году рядом с речным вокзалом состоялось открытие временного храма Святого Апостола Андрея Первозванного на месте будущего Кафедрального собора.